# Station Janowice Wielkie
Station Janowice Wielkie is een spoorwegstation in de Poolse plaats Janowice Wielkie.